# Black Hills Pioneer
Le journal Black Hills Pioneer est créé par A. W. Merrick  avec W. A. Laughlin.  C'est le premier journal de Deadwood dans le Dakota du Sud. Le journal existe encore de nos jours, mais les bureaux se trouvent à Spearfish.
Merrick et le Pioneer apparaissent dans la série de HBO télévision Deadwood.